# Kōya
Kōya (高野町, Kōya-chō) est un bourg du district d'Ito, dans la préfecture de Wakayama, au Japon.

## Géographie

### Démographie
Au 1er juin 2019, la population de Kōya s'élevait à 3 064 habitants répartis sur une superficie de 137,08 km2.

## Culture locale et patrimoine
Le bourg de Kōya abrite un complexe de 117 temples bouddhiques, établis sur l'étendue du massif montagneux simplement nommé le mont Kōya.